# Ana Sokolović
Pour les articles homonymes, voir Sokolovic.
Ana Sokolović est une compositrice et professeure canadienne d'origine serbe, née à Belgrade en 1968.

## Éducation
Ana Sokolović a d'abord étudié le ballet classique à Belgrade avant de se tourner vers le théâtre et la musique. Par la suite, elle étudie la composition avec Dusan Radic à Novi Sad et Zoran Eric à Belgrade. Enfin, elle obtient son diplôme de maîtrise en composition à l'Université de Montréal, sous la supervision de José Evangelista.

## Carrière
Son répertoire, large et varié, touche plusieurs genres: œuvres orchestrales, de chambre, vocales, musique de scène (théâtre et danse). Ses compositions ont été jouées partout dans le monde, notamment au Conservatoire de musique de Montréal, à la Royal Opera House de Londres et lors de tournées au Canada, aux États-Unis et en Europe. Elle enseigne la composition à l'Université de Montréal où elle détient la Chaire de recherche du Canada en création d'opéra. Elle vit à Montréal depuis 1992.
D'abord monté à Toronto en 2011, son opéra Svadba (mariage, en serbo-croate), pour six voix de femmes a cappella, connut un grand succès en France en 2015-2016,.

## Prix et distinctions
- 1995-1998 : Prix au Concours des jeunes compositeurs de la fondation de la SOCAN
- 2005 : Prix Joseph F. Stauffer du Conseil des Arts du Canada
- 2007 : Prix Opus du compositeur de l'année du Conseil québécois de la musique
- 2008 et 2012 : Prix Jan V. Matejcek de la SOCAN
- 2009 : Prix du Centre national des Arts à Ottawa
- 2012 : Prix du Outstanding New Musical/Opera de Dora Mavor Moore pour son opéra Svadba-Wedding.
- 2012 : Sacrée "Trésor national" à l'Assemblée nationale du Québec[8]
- 2015 : Prix Serge-Garant de la Fondation Émile-Nelligan[9]
- 2019 : Juno « Composition classique de l’année » pour sa pièce Golden Slumbers Kiss Your Eyes[10]
- 2020 : Juno « Composition classique de l’année » pour l'oeuvre Evta pour violon et orchestre[11]

## Discographie
- Jeu des portraits : Ciaccona ; Jeu des portraits ; Cinq locomotives et quelques animaux ; Géométrie sentimentale - Ensemble contemporain de Montréal, dir. Véronique Lacroix (2006, Centredisques) (OCLC 859082814)
- Folklore Imaginaire : Vez ; Portrait parle ; Trois Études ; Mesh ; Un bouquet de brume ; Ciaccona - Ensemble Transmission : Guy Pelletier, flûte, flûte basse et piccolo ; Lori Freedman, clarinette en mi , en si , clarinette basse ; Alain Giguère, violon ; Julie Trudeau, violoncelle ; Julien Grégoire, percussion ; Brigitte Poulin, piano (octobre/novembre 2013/janvier 2014, Naxos)
- Thirst : …And I need a room to receive five thousand people with raised glasses… or… what a glorious day, the birds are singing "halleluia" ; Dring, dring ; Vez - Ariel Barnes, violoncelle ; Musica Intima ; Turning Point Ensemble, dir. Owen Underhill (mars/avril 2015)[12] (OCLC 946569346) — avec Thirst de Julia Wolfe.
- Sirènes : Sirènes ; Tanzer Lieder ; Pesma et Evta - Ensemble vocal Queen of Puddings Music Theatre ; Dáirine Ní Mheadhra, chef de chœur ; Florie Valiquette, soprano ; Kristina Szabo, mezzo-soprano ; Andréa Tyniec, violon ; Ensemble contemporain de Montréal, dir. Véronique Lacroix (2019, Atma) (OCLC 1089197868)
- Nouveaux mondes : Golden slumbers kiss your eyes… - David DQ Lee, contreténor ; Cantata Singers of Ottawa ; Capital Chamber Choir ; Ewashko Singers, dir. Alexander Shelley (mai 2017, Analekta) (OCLC 1033597265) — Avec la Symphonie no 9 de Dvořák.
- Short Stories[13] par Quatuor Bozzini (2020)